# Perdita recticincta
Perdita recticincta är en biart som beskrevs av Timberlake 1980. Perdita recticincta ingår i släktet Perdita och familjen grävbin. Inga underarter finns listade i Catalogue of Life.